# Bernhard Vogel
Bernhard Vogel (Gottinga, 19 dicembre 1932 – Spira, 2 marzo 2025) è stato un politico tedesco, esponente dell'Unione Cristiano-Democratica (CDU).
È stato il 4° ministro presidente della Renania-Palatinato dal 1976 al 1988 e il 2° ministro presidente della Turingia dal 1992 al 2003. È l'unica persona ad essere stata a capo di due diversi stati federali tedeschi ed è il più longevo ministro presidente della Germania. È stato il 28º e 40º presidente del Bundesrat nel 1976/77 e nel 1987/88.

## Biografia

### Formazione
Nel 1953 superò l'esame di fine studi a Monaco. Negli anni 1953-1960 studiò scienze politiche, storia, sociologia ed economia all'Università Ruprecht Karl di Heidelberg e all'Università Ludwig Maximilian di Monaco. Nel 1960-1967 fu professore accademico all'Università di Heidelberg.

### Carriera politica
È stato coinvolto in attività politiche all'interno dell'Unione Cristiano-Democratica. Nel 1963-1965 fu consigliere comunale a Heidelberg, poi fino al 1967 membro del Bundestag. Dal 1967 al 1976 è stato ministro dell'istruzione e della cultura nel governo della Renania-Palatinato. Dal 1971 al 1988 ha fatto parte del Landtag della Renania-Palatinato e dal 1974 ha gestito contemporaneamente le strutture della CDU in quel Land. Negli anni 1972-1976 fu presidente del Comitato centrale dei cattolici tedeschi. Nel dicembre 1976 ha sostituito Helmut Kohl come Ministro presidente della Renania-Palatinato. Ha ricoperto questo incarico per 12 anni fino al dicembre 1988. È stato presidente del Bundesrat per due mandati (1976-1977 e 1987-1988). Dal 1975 al 2006 è stato membro del consiglio federale della CDU.
Dopo la riunificazione della Germania, continuò l'attività politica in Turingia. È stato ministro presidente dello stato federale (dal febbraio 1992 al giugno 2003), membro del Landtag della Turingia (1994-2004) e presidente della CDU locale (1993–2000). Per due volte (1989-1995 e 2001-2009) è stato il presidente della Konrad-Adenauer-Stiftung, dopo di che è diventato presidente onorario di questa istituzione.

### Famiglia e vita privata
È fratello del politico socialdemocratico Hans-Jochen Vogel.

## Attività dopo la politica
Nel 2012 Vogel è stato insignito del Mercator Visiting Professorship for Political Management presso la NRW School of Governance dell'Università di Duisburg-Essen. Ha tenuto seminari e conferenze all'università.

## Opere
- Karl Marx 1818 - 1883 - 1983. Rede zum 100. Todestag von Karl Marx am 13. März 1983 in Trier. Verlag der Landesarchivverwaltung Rheinland-Pfalz, Koblenz 1983.
- mit Hans-Jochen Vogel: Deutschland aus der Vogelperspektive. Eine kleine Geschichte der Bundesrepublik. 2. Auflage. Herder, Freiburg (Breisgau) u. a. 2007, ISBN 978-3-451-29280-4.
- mit Melanie Piepenschneider, Klaus Jochen Arnold: Orte der Freiheit und Demokratie in Deutschland. Konrad-Adenauer-Stiftung, Sankt Augustin 2010, ISBN 978-3-941904-03-3.
- mit Günther Nonnenmacher: Mutige Bürger braucht das Land. Herder, Freiburg im Breisgau 2012, ISBN 978-3-451-32579-3.